# Praa Sands
Praa Sands – wieś w Anglii, w Kornwalii. Leży 12 km na wschód od miasta Penzance i 402 km na południowy zachód od Londynu.